# Diocesi di Inongo
La diocesi di Inongo (in latino Dioecesis Inongoënsis) è una sede della Chiesa cattolica nella Repubblica Democratica del Congo suffraganea dell'arcidiocesi di Kinshasa. Nel 2021 contava 862.670 battezzati su 1.346.160 abitanti. È retta dal vescovo Donatien Bafuidinsoni Maloko-Mana, S.I.

## Territorio
La diocesi comprende quasi per intero la provincia di Mai-Ndombe, nella Repubblica Democratica del Congo.
Sede vescovile è la città di Inongo, dove si trova la cattedrale di Sant'Alberto.
Il territorio si estende su circa 100.000 km² ed è suddiviso in 23 parrocchie.

## Storia
Il vicariato apostolico di Inongo fu eretto il 29 giugno 1953 con la bolla Uti sollerti di papa Pio XII, ricavandone il territorio dal vicariato apostolico di Léopoldville (oggi arcidiocesi di Kinshasa).
Il 10 novembre 1959 il vicariato apostolico è stato elevato a diocesi con la bolla Cum parvulum di papa Giovanni XXIII.
Il 12 aprile 1975 con il decreto Cum ad bonum della Congregazione di Propaganda Fide è stata annessa alla diocesi di Inongo la parte meridionale della diocesi di Bikoro, mentre la parte settentrionale è confluita nell'arcidiocesi di Mbandaka, che perciò ha assunto il nome di arcidiocesi di Mbandaka-Bikoro.

## Cronotassi dei vescovi
Si omettono i periodi di sede vacante non superiori ai 2 anni o non storicamente accertati.
- Jan Van Cauwelaert, C.I.C.M. † (6 gennaio 1954 - 12 giugno 1967 dimesso[2])
- Léon Lesambo Ndamwize † (12 giugno 1967 - 27 luglio 2005 ritirato)
- Philippe Nkiere Keana, C.I.C.M. † (27 luglio 2005 - 31 marzo 2018 ritirato)
- Donatien Bafuidinsoni Maloko-Mana, S.I., dal 31 marzo 2018

## Statistiche
La diocesi nel 2021 su una popolazione di 1.346.160 persone contava 862.670 battezzati, corrispondenti al 64,1% del totale.
| anno | popolazione | popolazione | popolazione | presbiteri | presbiteri | presbiteri | presbiteri                | diaconi | religiosi | religiosi | parrocchie |
| anno | battezzati  | totale      | %           | numero     | secolari   | regolari   | battezzati per presbitero | diaconi | uomini    | donne     | parrocchie |
| ---- | ----------- | ----------- | ----------- | ---------- | ---------- | ---------- | ------------------------- | ------- | --------- | --------- | ---------- |
| 1970 | 120.926     | 297.873     | 40,6        | 56         | 10         | 46         | 2.159                     |         | 57        | 59        | 11         |
| 1980 | 161.295     | 344.866     | 46,8        | 39         | 12         | 27         | 4.135                     |         | 31        | 34        | 14         |
| 1990 | 266.000     | 436.000     | 61,0        | 40         | 19         | 21         | 6.650                     |         | 26        | 79        | 14         |
| 1999 | 300.342     | 634.500     | 47,3        | 53         | 43         | 10         | 5.666                     |         | 13        | 89        | 14         |
| 2000 | 316.000     | 650.000     | 48,6        | 53         | 46         | 7          | 5.962                     |         | 10        | 86        | 14         |
| 2001 | 325.000     | 690.000     | 47,1        | 52         | 44         | 8          | 6.250                     |         | 11        | 93        | 14         |
| 2002 | 330.000     | 720.000     | 45,8        | 53         | 45         | 8          | 6.226                     |         | 19        | 90        | 14         |
| 2003 | 368.875     | 752.907     | 49,0        | 56         | 49         | 7          | 6.587                     |         | 12        | 92        | 14         |
| 2004 | 396.000     | 800.000     | 49,5        | 55         | 49         | 6          | 7.200                     |         | 9         | 93        | 14         |
| 2006 | 407.000     | 823.000     | 49,5        | 54         | 49         | 5          | 7.537                     |         | 7         | 112       | 14         |
| 2013 | 601.610     | 1.170.000   | 51,4        | 58         | 57         | 1          | 10.372                    |         | 6         | 129       | 22         |
| 2016 | 737.000     | 1.150.000   | 64,1        | 65         | 63         | 2          | 11.338                    |         | 7         | 140       | 23         |
| 2019 | 810.000     | 1.263.970   | 64,1        | 63         | 62         | 1          | 12.857                    |         | 5         | 152       | 23         |
| 2021 | 862.670     | 1.346.160   | 64,1        | 73         | 72         | 1          | 11.817                    |         | 5         | 155       | 23         |